# Burkiła
Burkiła (lit. Burkila) – wieś na Litwie, w okręgu wileńskim, w rejonie wileńskim, w gminie Podbrzezie, przy drodze krajowej 172.

## Historia
W XIX i w początkach XX w. położona była w Rosji, w guberni wileńskiej, w powiecie wileńskim, w gminie Podbrzezie. Po I wojnie światowej pod administracją polską, w Zarządzie Cywilnym Ziem Wschodnich. W latach 1920–1922 w składzie Litwy Środkowej.
Od 11 kwietnia 1922 leżała w Polsce, w województwie wileńskim, w powiecie wileńsko-trockim, w gminie Podbrzezie. W 1931 miejscowość liczyła 99 mieszkańców, zamieszkałych w 16 budynkach. Na początku lat 20. XX w. stacjonowały tu kompanie 4 Batalionu Celnego, a następnie 4 Batalionu Straży Granicznej, chroniące pobliską granicę z Litwą kowieńską.
Po II wojnie światowej w granicach Związku Sowieckiego. Od 1991 na niepodległej Litwie.

## Cmentarz w Burkile
Po 1866, gdy w wyniku represji po powstaniu styczniowym, z nakazu władz rosyjskich parafia w Podbrzeziu przeszła z katolicyzmu na prawosławie, w Burkile powstał cmentarz katolicki dla osób sprzeciwiających się przymusowej zmianie wyznania. Z obawy przed władzami carskimi, pochówki często odbywały się potajemnie, bez udziału kapłana lub jego z konspiracyjnym udziałem. Pochówków na cmentarzu zaprzestano po ukazie o tolerancji religijnej z 1905 i powstaniu legalnego katolickiego cmentarza parafialnego w Podbrzeziu.
W późniejszych latach na cmentarzu miejscowa ludność odprawiała nabożeństwa, co jest kultywowane do czasów współczesnych.

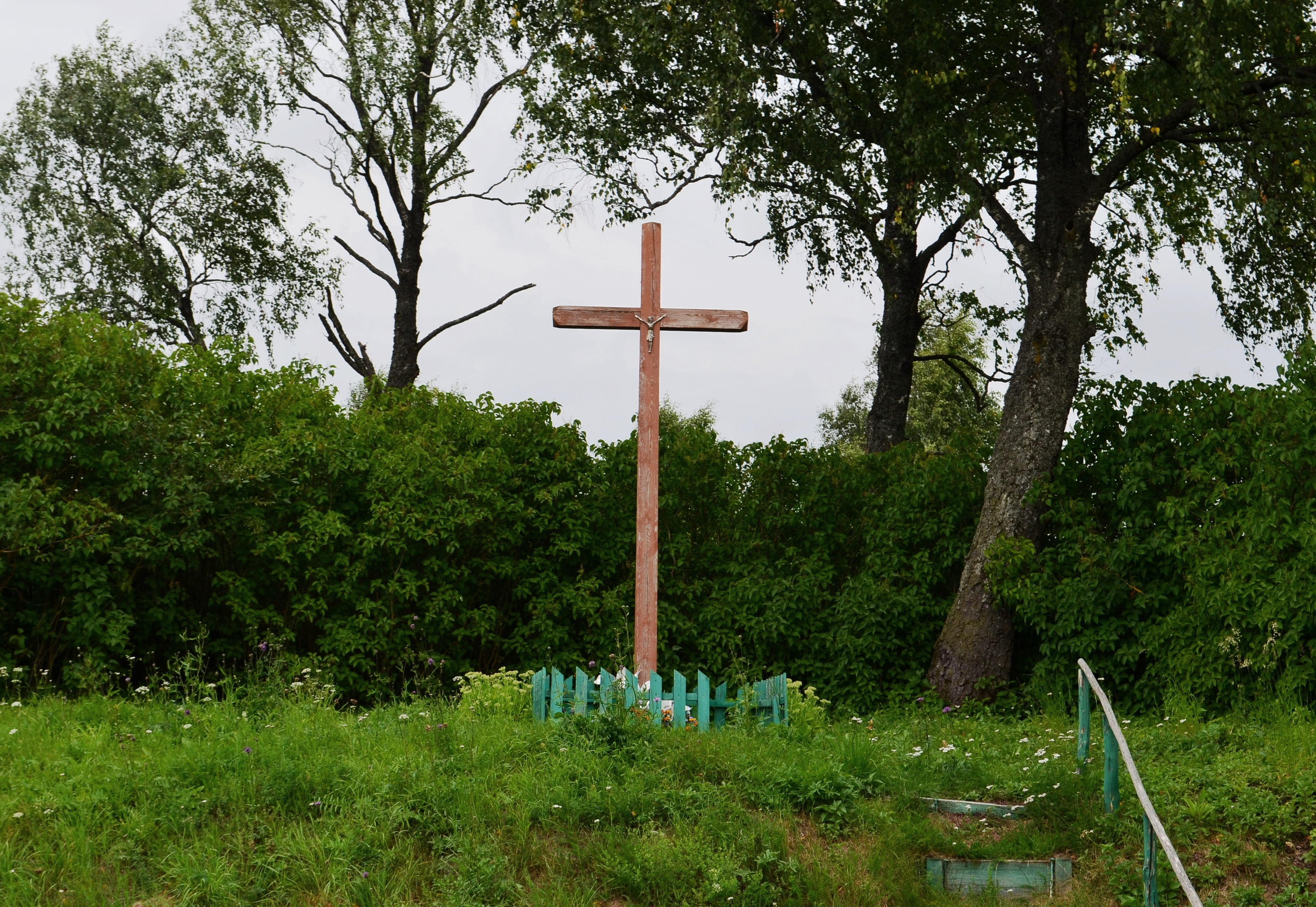
krzyż w miejscu dawnego cmentarza